# 3738 Ots
3738 Ots è un asteroide della fascia principale. Scoperto nel 1977, presenta un'orbita caratterizzata da un semiasse maggiore pari a 2,2242001 UA e da un'eccentricità di 0,1680782, inclinata di 1,25171° rispetto all'eclittica.
L'asteroide è dedicato al cantante lirico Georg Karlovich Ots.